# Kaple Matky Boží (Mikulášovice)
Kaple Matky Boží (německy Muttergottes Kapelle) stojí v horním cípu Mikulášovic poblíž pramene Mikulášovického potoka. První dřevěná kaple z roku 1803 byla později nahrazena zděnou. Ta zanikla v 2. polovině 20. století a znovu vystavěna byla roku 2015.

## Historie
První kapli na konci horních Mikulášovic – část města původně nazývaná Wildes Viertel (Divoká čtvrť) – nechal v roce 1803 postavit kolářský mistr Nikolaus Pietschmann (1766–1826) z domu čp. 173 (zbořený po druhé světové válce). Stavba byla zasvěcena Matce Boží – Panně Marii. Důvody pro postavení kaple zůstávají neznámé. Podle soupisu kaplí z roku 1837 byla stavba velmi malá, celodřevěná, vybavená malým dřevěným oltářem s obrazem Bolestné Matky Boží. Neměla zřízený vlastní kapitál pro údržbu a starala se o ni rodina Pietschmannových.
Původní kaplička byla později nahrazena zděnou, již větší kaplí, postavenou neznámého roku (patrně tomu tak bylo ve 20. století). Podobně jako pro řadu dalších mikulášovických kaplí (Balzerova kaple, Melchiorova kaple, Kaple sv. Josefa v Mikulášovičkách) se stala osudná doba po druhé světové válce. Po vysídlení původních obyvatel města se o kapli nikdo nestaral, ta proto chátrala, až postupně zanikla. Torzo kaple stálo ještě na konci 20. století, do pozdější doby se zachovaly jen základy a malý kousek závěru.

### Obnova kaple
O obnově kaple začalo vedení města Mikulášovice jednat v roce 2014. Na jaře roku 2015 schválilo Zastupitelstvo Ústeckého kraje dotaci z Programu na záchranu a obnovu drobných památek a architektury dotvářející kulturní krajinu Ústeckého kraje pro rok 2015. Výstavba kaple vyšla celkově na 257 670,- Kč, z toho částkou ve výši 180 000,- Kč přispěl Ústecký kraj. Stavební práce byly dokončeny v listopadu 2015, fasáda poškozená mrazem byla ještě opravena na jaře roku 2016. Dne 12. května 2016 ji požehnal administrátor místní farnosti R. D. Jacek Kotisz.
Obnovená kaple Matky Boží je v majetku města Mikulášovice a není památkově chráněná. Neslouží k pravidelným bohoslužbám, využívána je zpravidla jednou do roka během pobožností v rámci novény k Duchu svatému.

## Popis
Kaple Matky Boží, v pořadí již třetí, byla znovu postavena na základě dochovaných fotografií. Stojí na obdélném půdorysu se segmentovým zakončením. V průčelí je vchod do kaple opatřený mřížemi, nad ním je ve štítu umístěna prázdná nika. Stěny jsou prosté, bez oken, členěné pouze úzkými bílými lizénami. Omítka je hrubá se žlutým nátěrem. Střecha bez věže je krytá břidlicí, okapy zdobí drobné chrliče. Podlaha je dlážděná žulovými kostkami, uprostřed je kříž z pálených cihel. Uvnitř kaple visí dřevěný krucifix s kovovým tělem Krista, na stropě je umístěn veliký dřevěný kříž.

## Galerie

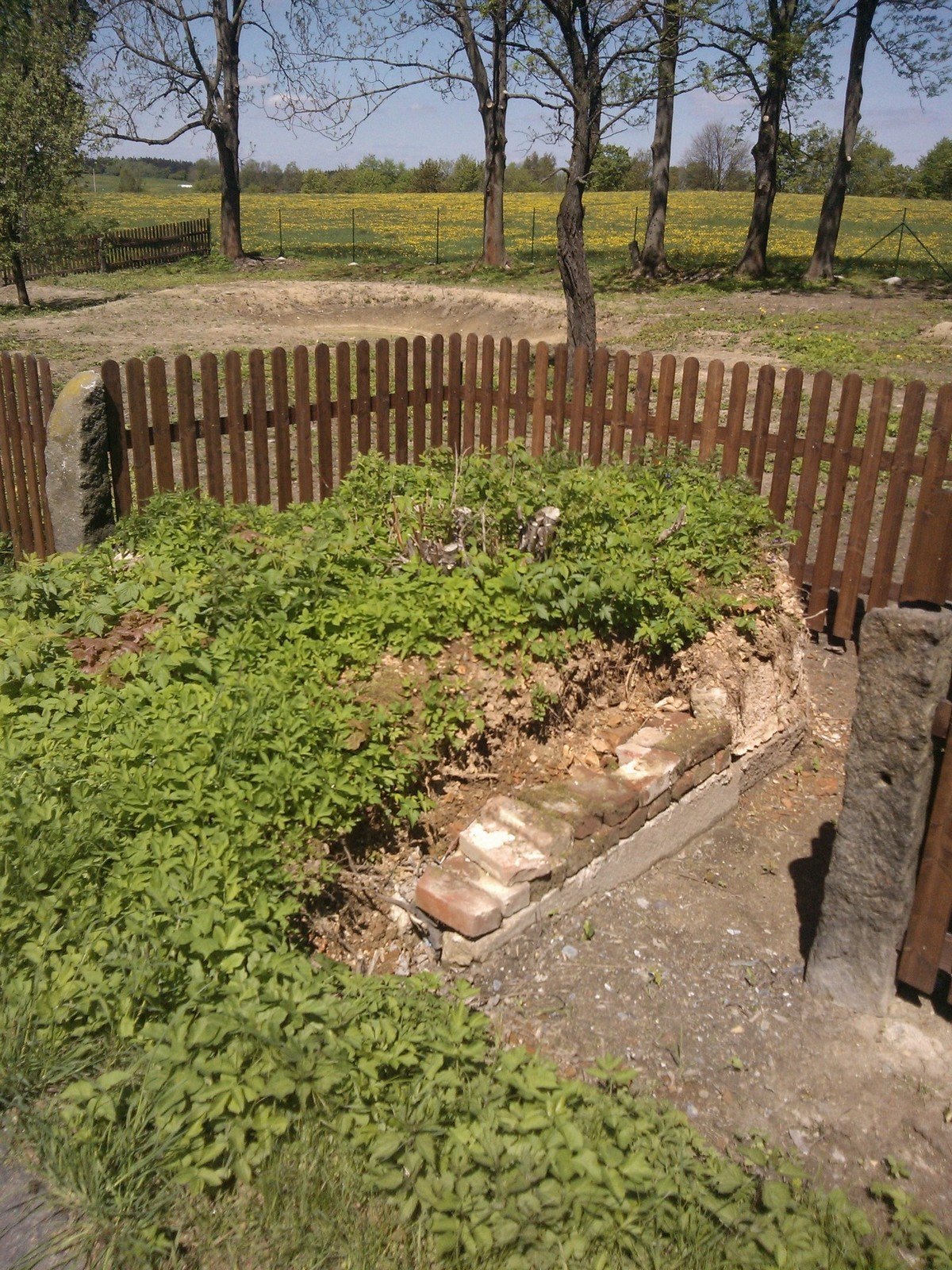
Torzo kaple Matky Boží (květen 2015)
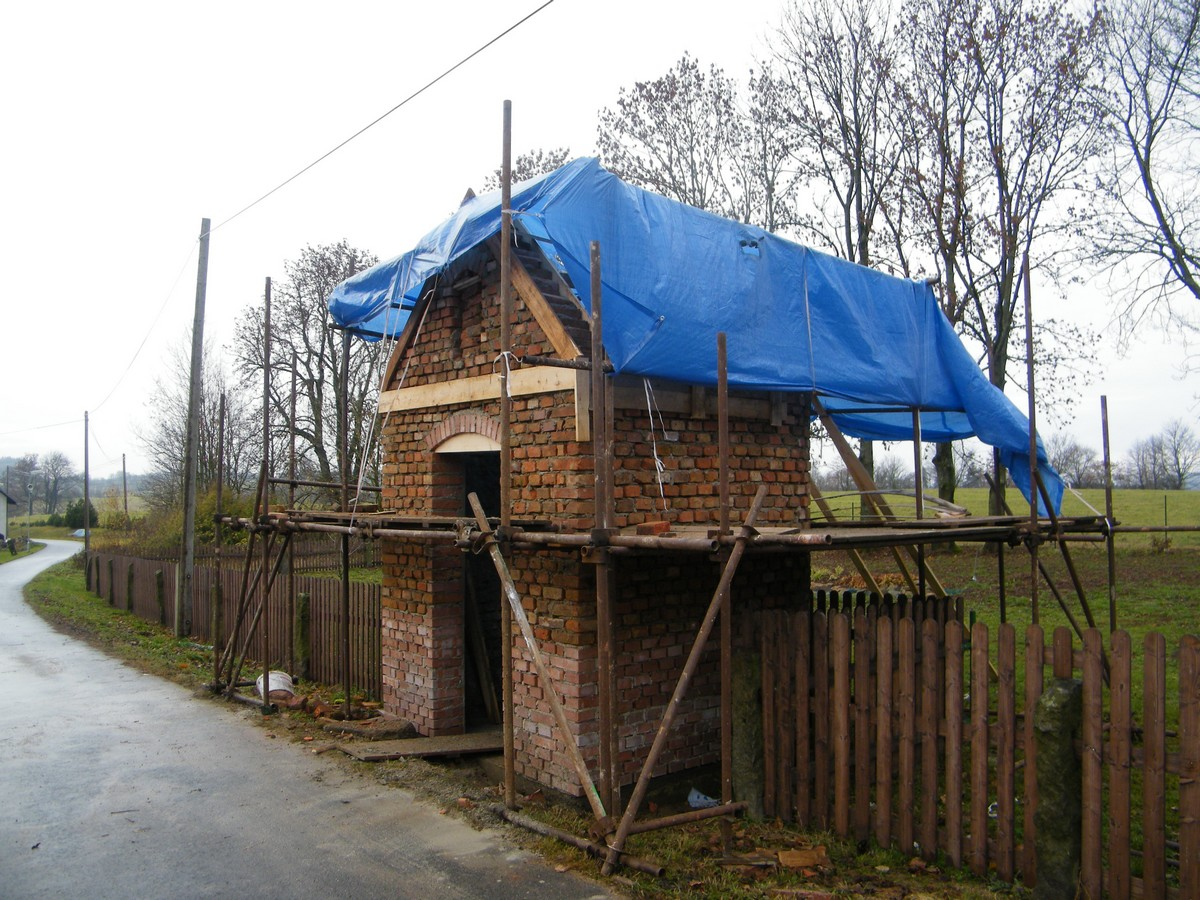
Obnova kaple Matky Boží (listopad 2015)
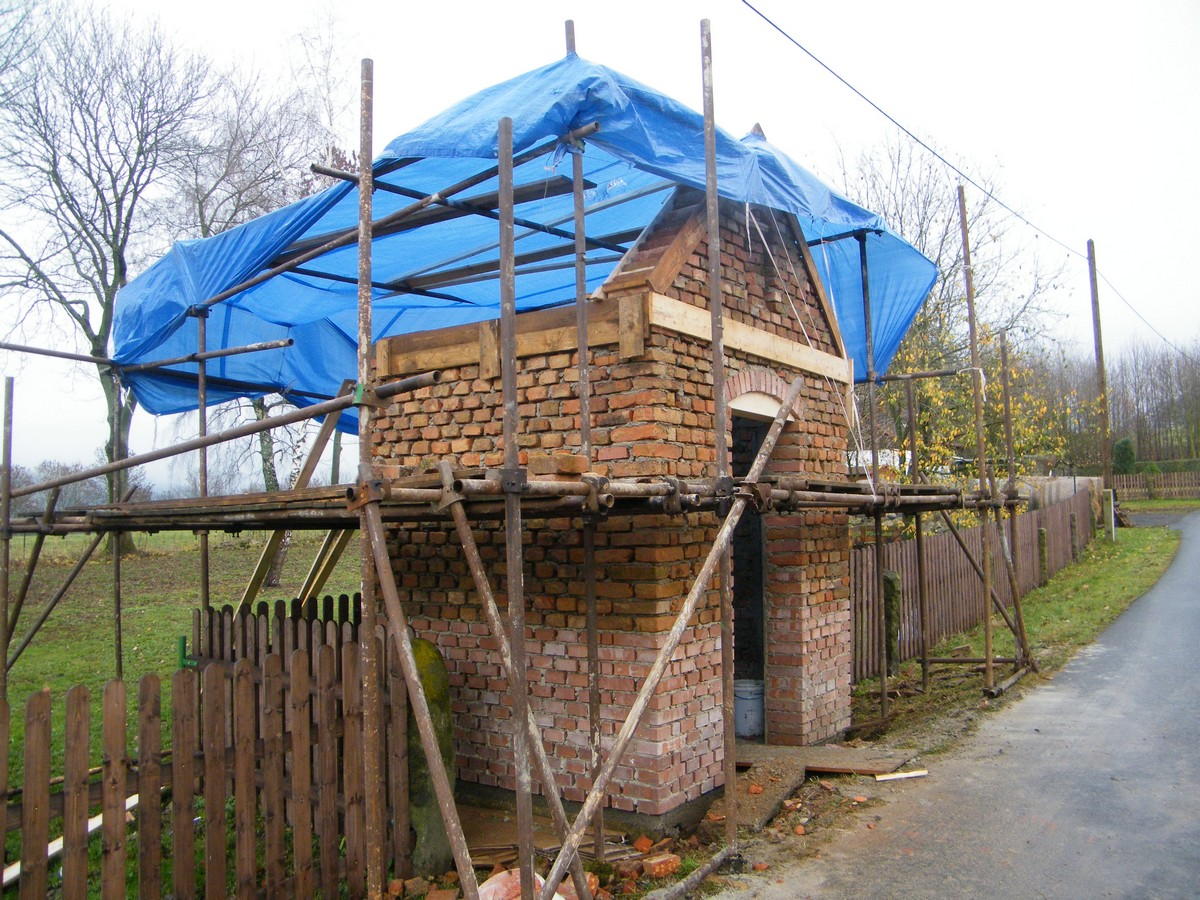
Obnova kaple Matky Boží (listopad 2015)
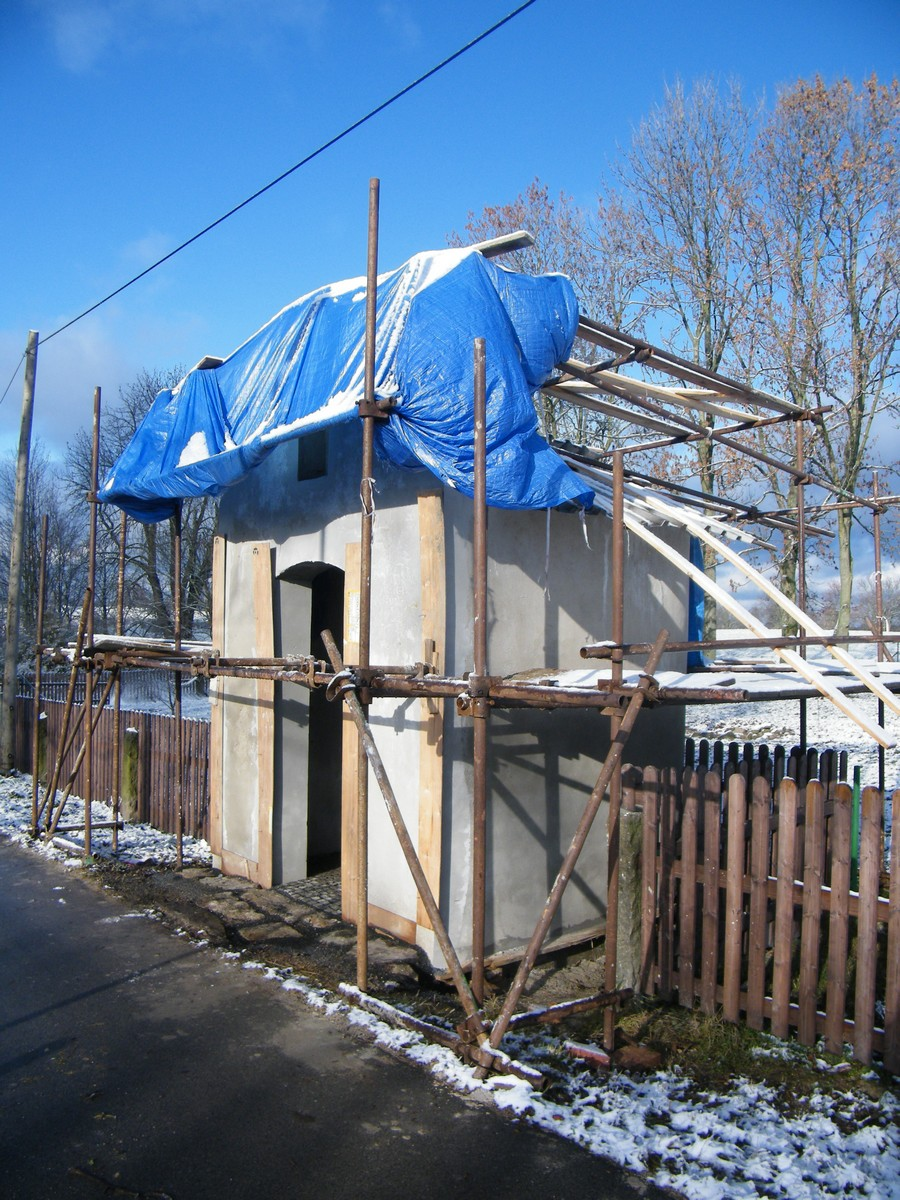
Obnova kaple Matky Boží (listopad 2015)
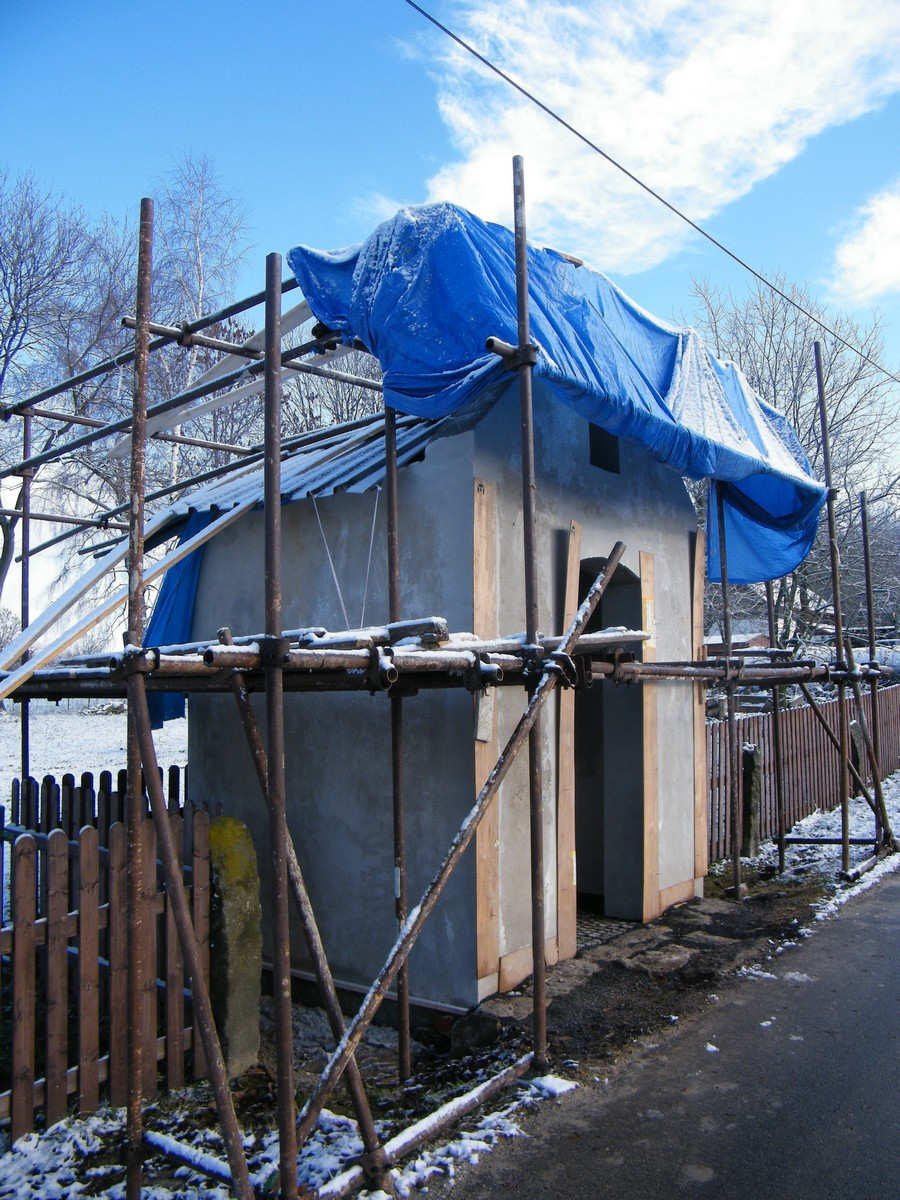
Obnova kaple Matky Boží (listopad 2015)
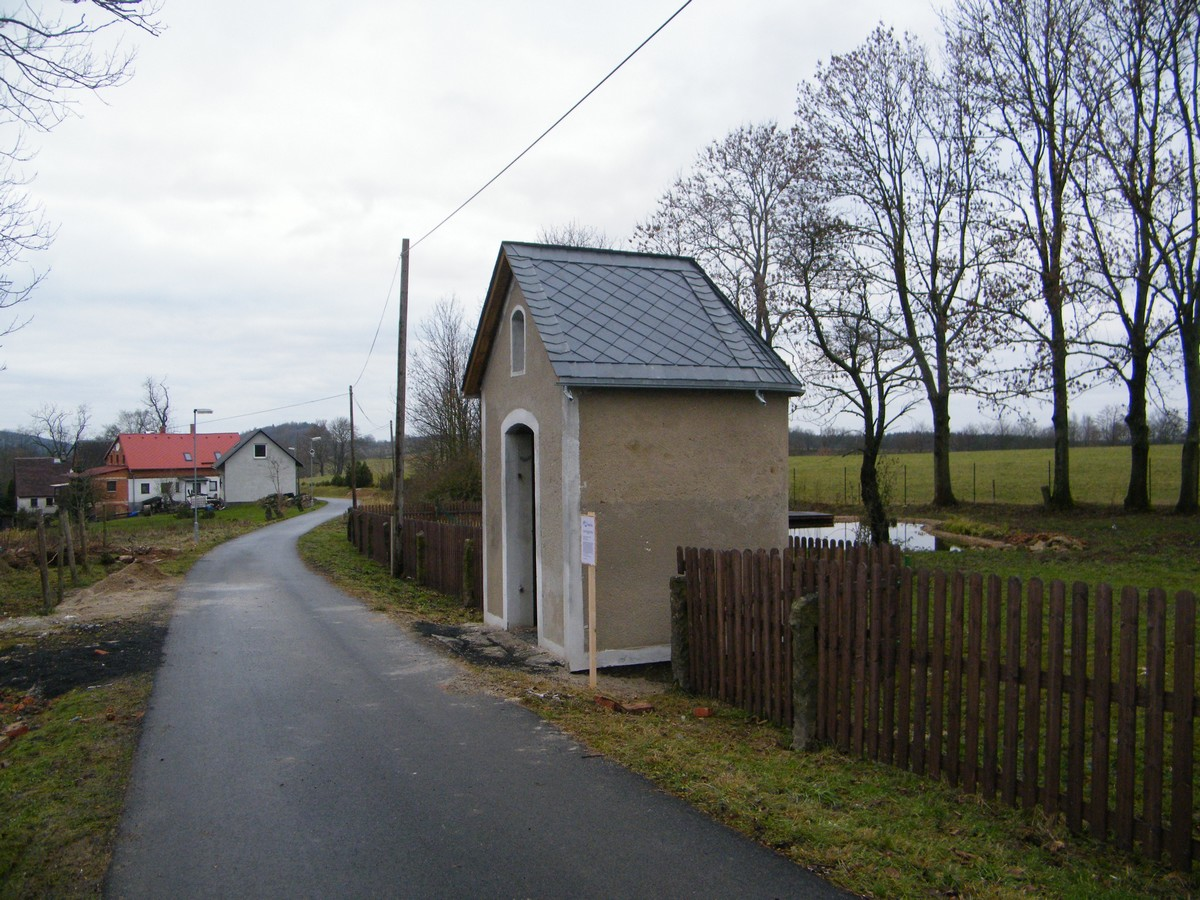
Obnovená kaple Matky Boží (prosinec 2015)
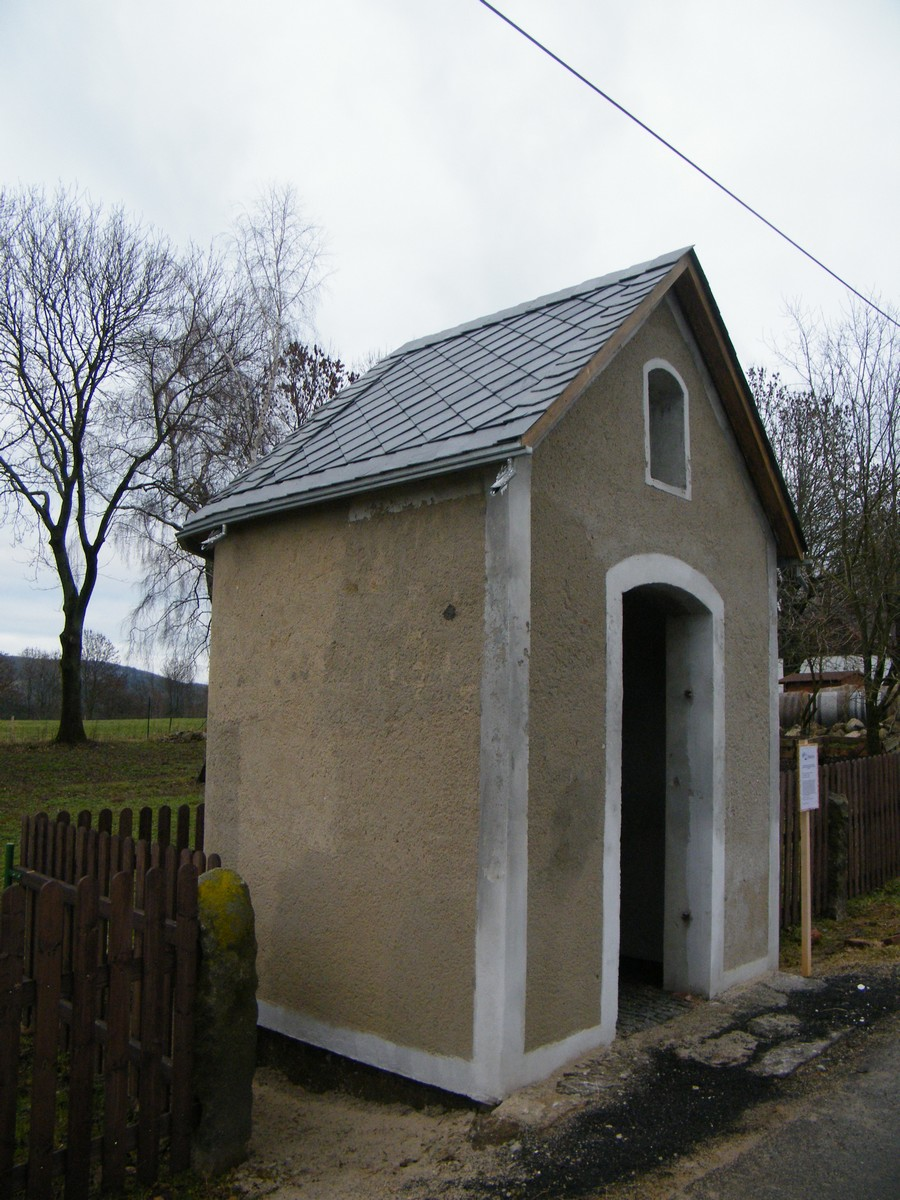
Obnovená kaple Matky Boží (prosinec 2015)
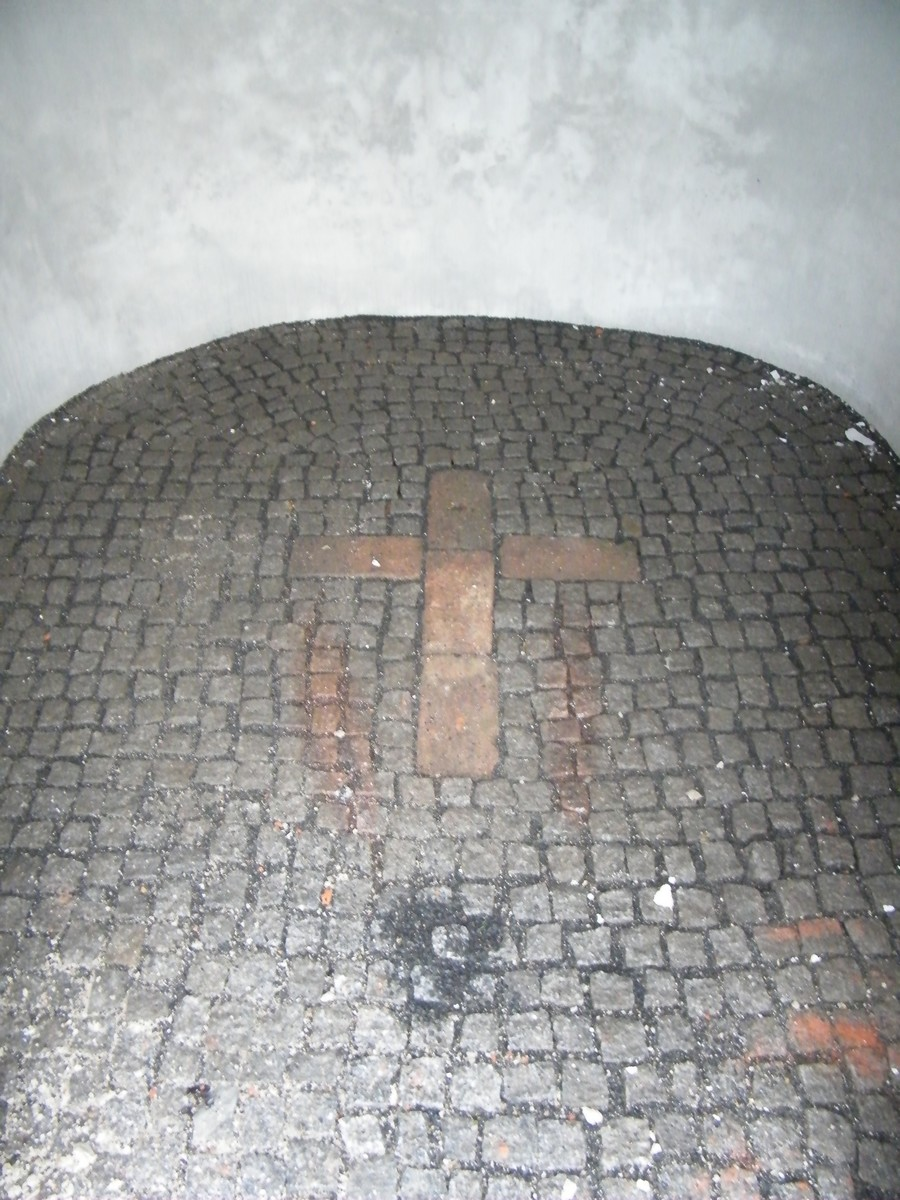
Obnovená kaple Matky Boží, interiér (prosinec 2015)
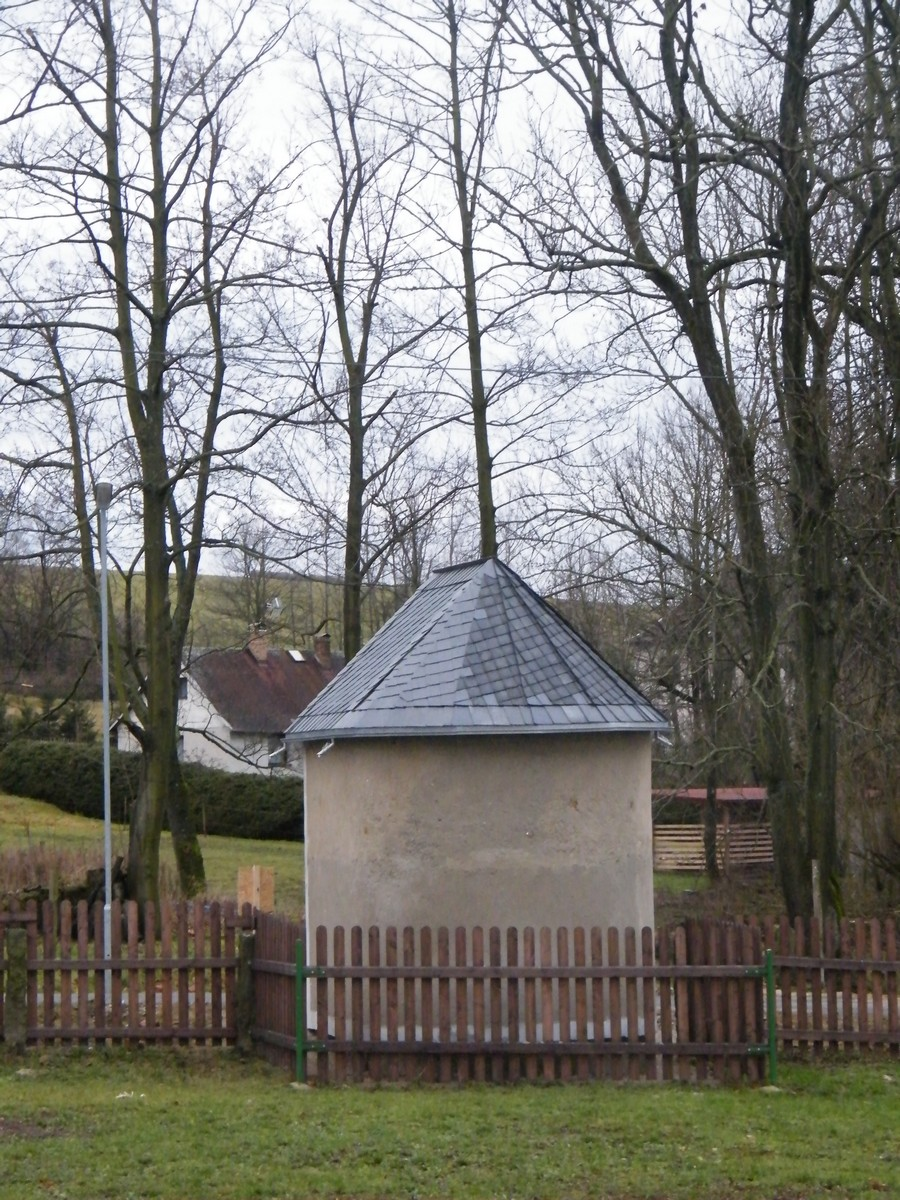
Obnovená kaple Matky Boží (prosinec 2015)
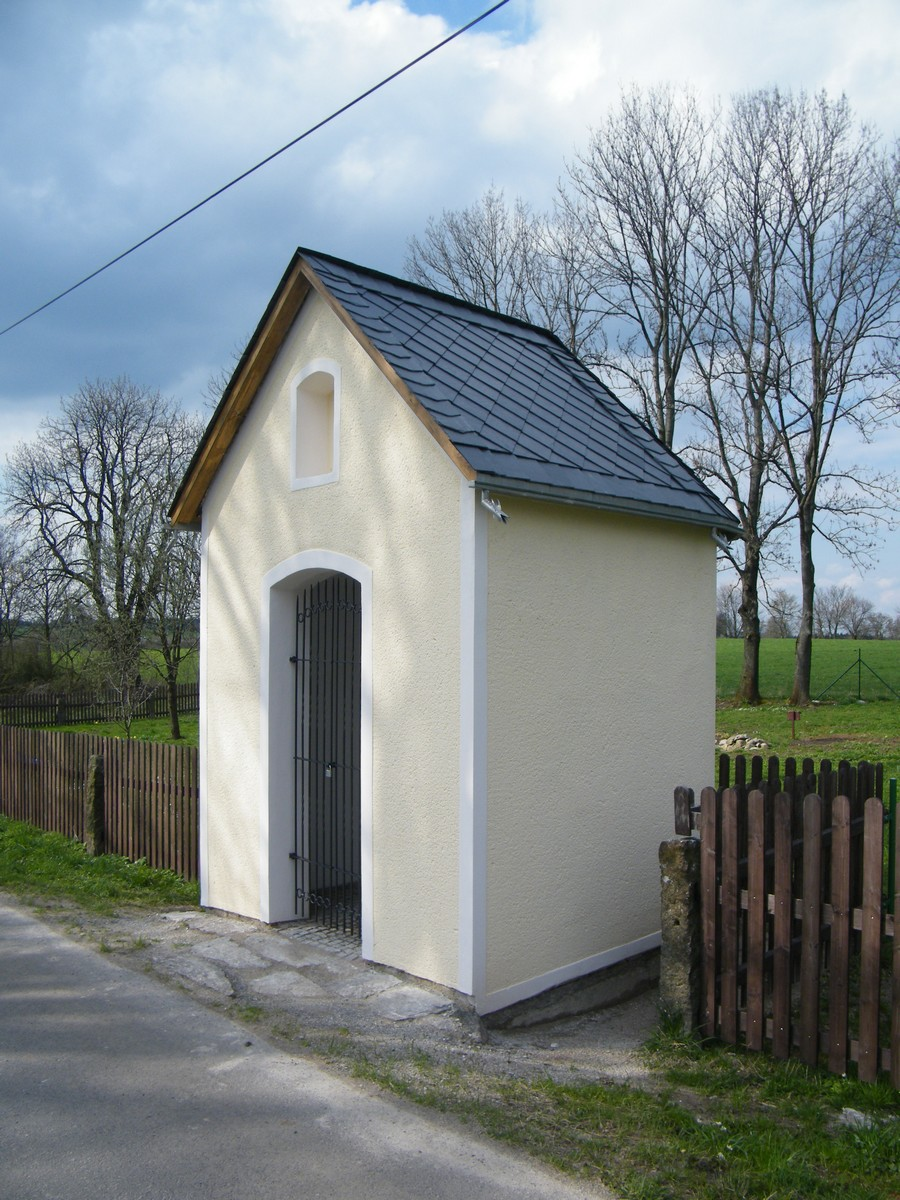
Obnovená kaple Matky Boží (duben 2016)
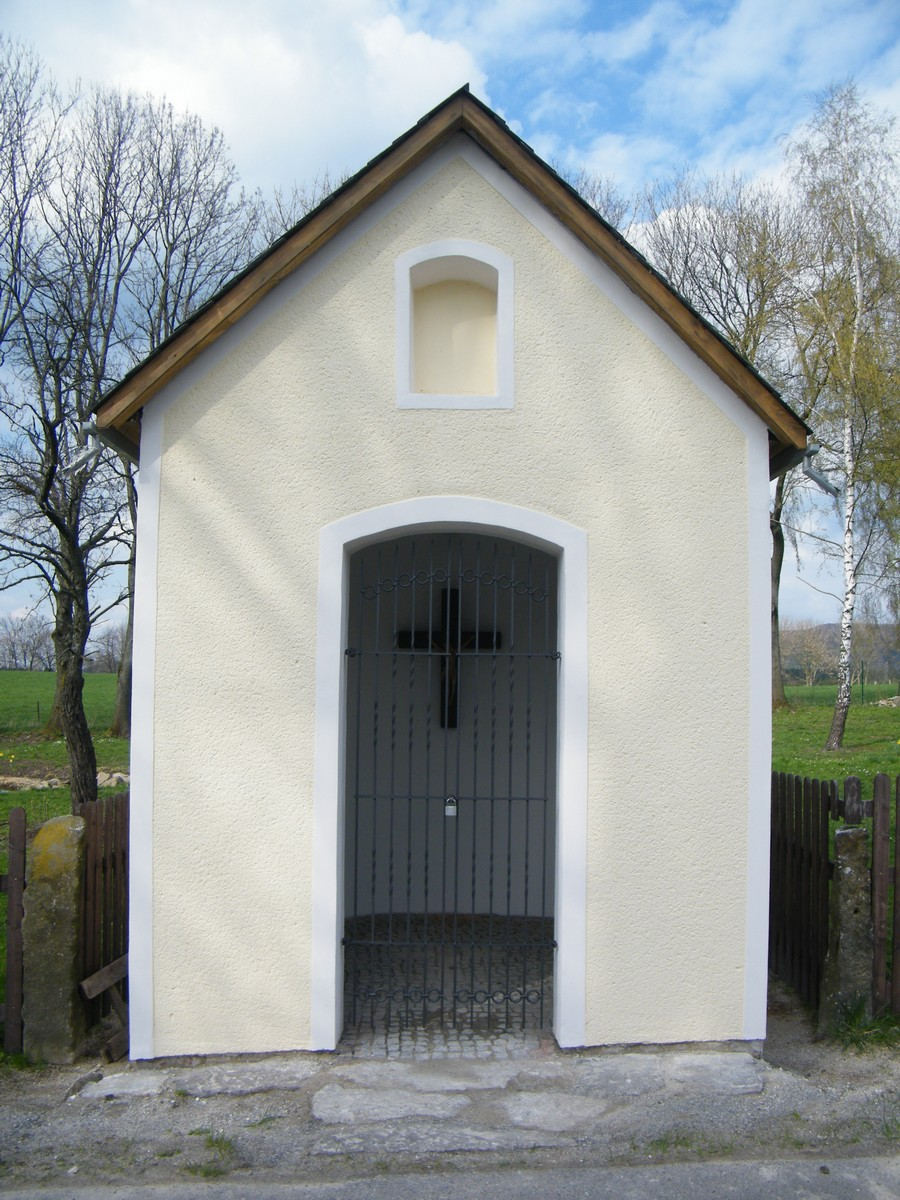
Obnovená kaple Matky Boží (duben 2016)
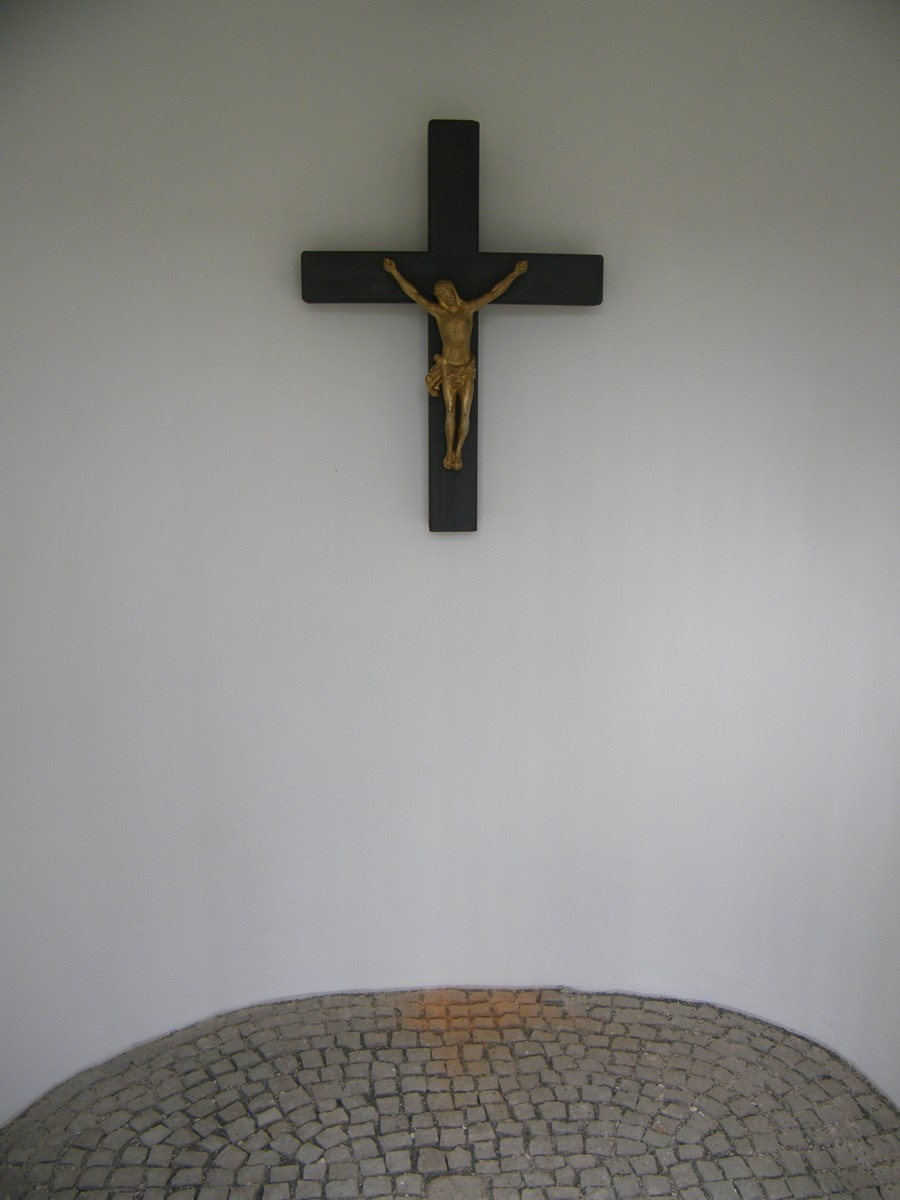
Interiér kaple Matky Boží (duben 2016)